# Cratere Dyson
Dyson è un cratere lunare di 63,14 km situato nella parte nord-orientale della faccia nascosta della Luna.
Il cratere è dedicato all'astronomo britannico Frank Watson Dyson.

## Crateri correlati
Alcuni crateri minori situati in prossimità di Dyson sono convenzionalmente identificati, sulle mappe lunari, attraverso una lettera associata al nome.
| Dyson | Coordinate             | Diametro (in km) |
| ----- | ---------------------- | ---------------- |
| B     | 63°19′48″N 118°16′12″W | 49,64            |
| H     | 59°18′36″N 114°21′00″W | 20,96            |
| M     | 58°10′12″N 121°31′48″W | 31,5             |
| Q     | 59°11′24″N 126°07′48″W | 93,24            |
| X     | 62°15′36″N 123°01′48″W | 25,81            |